# Khánh Bình (An Giang)
Khánh Bình is een xã in het district An Phú, een van de districten in de Vietnamese provincie An Giang in de Mekong-delta. Khánh Bình ligt tegen de grens met Cambodja en is dus een grensdorp.